# Варма, Джаганнатха
К. Н. Джаганнатха Варма (англ. Jagannatha Varma; 1 мая 1939 — 20 декабря 2016) — индийский танцор и актёр театра катхакали, кино и телевидения на малаялам. Изучал танцевальное искусство с 11 лет. Дебютировал в кино в 1978 году. Исполнял преимущественно отрицательные и характерные роли.

## Биография
Родился в 1939 году в городке Чертхала (ныне в округе Аллеппи штата Керала) и был третьим из пяти детей в семье Текедату Ковилакам Керала Варма Тампурана и Каттунал Ковилакам Амбалики. У него было три брата: Равиндранатха, Маллинатха и Сурендранатха, и младшая сестра Прабхавати. Джаганнатха окончил колледж Махатмы Ганди в Тривандраме со специализацией в ботанике и зоологии.
С 11 лет он вместе со своим младшим братом Сурендранатхой обучался танцевально-драматическому искусству катхакали у Паллипурам Гопалан Наир Асана. С 14 лет начал вступать на сцене, играя преимущественно женских персонажей. Его любимой ролью была Кунти в постановке Karna Sapatham. Джаганнатха мог бы стать профессиональным артистом, но получил работу младшего инспектора полиции.
Он поступил на службу в полицию в 1963 году и ушёл в отставку через тридцать с лишним лет, будучи в должности суперинтенданта.
Однако мыслей об актёрстве он не оставлял и искал любую возможность сняться в кино. Первое время его преследовали неудачи: продюсер снимал с роли, посчитав что ему не было оказано должного уважения; съёмки отменялись или фильм так и не добирался до проката. В 1978 году он, наконец, появился на большом экране, сказав всего пару слов, в эпизодической роли судьи в фильме Maattoly режиссёра А. Бхим Сингха.
С тех пор он снялся во множестве фильмов, в различных источниках их число колеблется от 190
до 575.
В его репертуаре были в основном роли полицейских, адвокатов, высших чинов и священников.
Среди наиболее запомнившихся — уважаемый гуру катхакали в фильме Rangam (1985), жестокий политик в New Delhi (1987), шестидесятилетний старик-многоженец в Parinayam (1994) и привередливый владелец газеты в Pathram (1999).
Его последней работой в кино стал фильм Dolls, вышедший в 2013 году.
В 2011 его заслуги в области кино были отмечены специальной премией Kerala Film Critics Association Awards.
Помимо большого экрана Джаганнатха также проявил себя на телевидении. В 1996 году он дебютировал как телевизионный актёр в сериале Kairali Vilasam Lodge канала Doordarshan. Он также появился в популярных сериалах Aathira Sooryakalady, Devimahathmyam, Ponnum Poovum и сыграл Раджана Карту в Mangalyapattu.
Актёр также не оставил полностью катхакали и периодически принимал участие в театральных постановках вплоть до 1990 года. В поздние годы своей жизни он начал изучать игру на ченда (вид барабана) под руководством молодого гуру Кандаллур Унникришнана. А в возрасте 73—74 лет впервые дал сольный концерт-тайямбака.
Джаганнатха был женат на Сантхе, в браке с которой у него родилось двое детей: сын Ману Варма, актёр телевидения, и дочь Прия, вышедшая замуж за кинорежиссёра Виджи Тампи.
В конце 2000-х в результате несчастного случая на съёмках фильма Джаганнатха потерял зрение на левый глаз.
Актёр ушёл из жизни во вторник 20 декабря 2016 года в результате сердечного приступа в частной больнице города Нейяттинкара, что неподалёку от Тривандрама, куда был доставлен с диагнозом пневмония утром двумя днями ранее.